# アリアケジャパン
アリアケジャパン株式会社（英: ARIAKE JAPAN Co.,Ltd.）は、調味料、食品エキス製造を行う株式会社。

## 概要
飲食業、食料品製造業者が使用する業務用調味料を製造している。鶏肉、豚肉由来の天然調味料の分野では国内トップシェアであり、即席麺メーカー向けのスープのベース調味料、カレー、ハム、ソーセージ、弁当などの加工食品メーカー向けの調味料、レストランなどの外食チェーン店向けの業務用スープ、和風だしなどが主な製品である。
2013年（平成25年）3月期の売上構成は液体スープ8.7%、液体天然調味料76.4%、粉体天然調味料11.2%などとなっている。

## 沿革
- 1966年（昭和41年）6月 - 有明特殊水産販売株式会社として創業。創業者は岡田甲子男（きねお）氏[5]。
- 1978年（昭和53年）5月 - 日本食資工業株式会社を設立。
- 1988年（昭和63年）6月 - 有明フードマテリアル株式会社に改称。
- 1990年（平成2年）4月 - 有明食品化工株式会社を合併し、アリアケジャパン株式会社に改称。
- 1991年（平成3年）10月 - 日本証券業協会に株式を店頭登録（現在のジャスダック）。
- 1995年（平成7年）9月 - 東京証券取引所第2部に上場。
- 2002年（平成14年）3月 - 東京証券取引所第1部に指定替え。
- 2010年（平成22年）7月 - インフュージョン・ブイヨンが「レ・グレ・ドール賞」を受賞。
- 2016年（平成28年）3月 - インドネシアに現地法人「PT. Ariake Europe Indonesia」を設立。
- 2019年（平成31年）3月 - 米国現地法人「ARIAKE U.S.A., Inc.」全株式をKerry Holding Co.に譲渡[6] 。

## 工場など
- 九州第1工場（長崎県佐世保市）
- 九州第2工場（長崎県北松浦郡佐々町）
- 中央研究所R&Dセンター（長崎県北松浦郡佐々町）

## 連結子会社
- アリアケファーム株式会社（長崎県佐世保市）（有機野菜栽培）
- 青島有明食品有限公司（中華人民共和国山東省）（天然調味料製造）
- 台湾有明食品股份有限公司（台湾屏東市）（天然調味料製造）
- PT. Ariake Europe Indonesia（インドネシア・ブカシ）（調味料製造）
- F.P.NATURAL INGREDIENTS(S.A.S)（フランス・アランソン）（ナチュラルスープストック製造）
- Ariake Europe N.V.（ベルギー・マースメヒレン）（ナチュラルスープストック製造）
- Henningsen Nederland B.V.（オランダ・ワールワイク）（食肉加工）

## テレビ番組
- 日経スペシャル カンブリア宮殿 日本の"食"を支えてきた 知られざるトップ企業の秘密!（2014年6月5日、テレビ東京）- アリアケジャパン 会長 岡田甲子男出演[5]。